# 克莱默 (纽约州)
克莱默（英語：Clymer）是位于美国纽约州肖托夸县的一个镇，地处肖托夸县西南部。2010年美国人口普查时，该镇有1698人。其名称来源于美国独立宣言与美国宪法的签署人乔治·克莱默。